# Calamità (film 1982)
Calamità è un film del 1982 diretto da Věra Chytilová.

## Trama
Un impiegato delle ferrovie neo assunto come macchinista viene prima addestrato e poi inviato alla sua prima corsa in treno.